# Calluga macella
Calluga macella är en fjärilsart som beskrevs av Louis Beethoven Prout. Calluga macella ingår i släktet Calluga och familjen mätare. Inga underarter finns listade i Catalogue of Life.